# John Kuhn
John Kuhn (York, Pensilvania, Estados Unidos, 9 de septiembre de 1982) es un jugador profesional de fútbol americano de la National Football League que juega en el equipo Green Bay Packers, en la posición de Fullback con el número 30.

## Carrera deportiva
John Kuhn proviene de la Universidad de Shippensburg y fue elegido en el Draft de la NFL de 2006.
Ha jugado en los equipos Green Bay Packers y Pittsburgh Steelers.